# American-Football-Europameisterschaft der Junioren
Die American-Football-Europameisterschaft der Junioren (offizieller Name European Junior Championship oder kurz EJC) ist ein Turnier für Nationalmannschaften für Männer unter 19 Jahren der europäischen Verbände, welche der IFAF Europe angehören. Die erste Austragung des Turniers fand im Jahr 1992 statt und endete mit dem Sieg des finnischen Nachwuchsteams. Rekordsieger ist Österreich mit fünf Titeln. Österreich ist auch aktueller Europameister.

## Die Turniere im Überblick
| 1992    | Toulon Frankreich            | Finnland    | 16:70 | Frankreich  | Italien     | 40:00  | Großbritannien | 4  | 4  |
| 1994    | Berlin Deutschland           | Finnland    | 37:16 | Deutschland | Schweden    | 30:00  | Frankreich     | 10 | 10 |
| 1996    | Deutschland                  | Finnland    | 24:70 | Schweden    | Deutschland | 41:14  | Spanien        |    |    |
| 1998    | Deutschland                  | Deutschland | 26:80 | Frankreich  | Finnland    | 34:60  | Russland       |    |    |
| 2000    | Deutschland                  | Deutschland | 19:00 | Russland    | Österreich  | 10:00  | Finnland       |    |    |
| 2002    | Großbritannien               | Russland    | 26:20 | Deutschland | Österreich  | 30:21  | Frankreich     |    |    |
| 2004    | Moskau Russland              | Frankreich  | 17:14 | Deutschland | Österreich  | 29:70  | Russland       | 8  |    |
| 2006    | Schweden                     | Frankreich  | 28:21 | Deutschland | Österreich  | 42:13  | Schweden       | 8  | 8  |
| 2008    | Sevilla Spanien              | Deutschland | 9:6   | Schweden    | Frankreich  | 28:14  | Dänemark       | 8  | 12 |
| 2011    | Sevilla Spanien              | Österreich  | 24:14 | Frankreich  | Schweden    | 21:14  | Deutschland    | 6  | 12 |
| 2013    | Köln, Düsseldorf Deutschland | Österreich  | 21:12 | Frankreich  | Deutschland | 48:18  | Dänemark       | 4  | 10 |
| 2015    | Dresden Deutschland          | Österreich  | 30:22 | Deutschland | Dänemark    | 14:00  | Frankreich     | 4  | 12 |
| 02017 1 | Paris Frankreich             | Österreich  | 17:70 | Frankreich  | Deutschland | 50:00  | Italien        | 4  | 8  |
| 02017 1 | Gentofte Dänemark            | Schweden    | – 2   | Dänemark    | Finnland    | – 2    | –              | 3  | 3  |
| 2019    | Bologna Italien              | Österreich  | 28:0  | Schweden    | Frankreich  | 42:15  | Dänemark       | 8  | 9  |
| 2022    | Wien Österreich              | Österreich  | 13:10 | Schweden    | Dänemark    | 3:0 OT | Frankreich     | 4  | 11 |
| 2023    | Verschiedene                 | Österreich  | 42:24 | Schweden    | Finnland    | 28:22  | Dänemark       | 4  | 12 |
| 2025    | Verschiedene                 |             |       |             | Finnland    |        |                | 3  |    |

Veranstalter war 1992 die European Football League (EFL), von 1994 bis 2013 die European Federation of American Football (EFAF). Seit 2015 ist die IFAF Europe Veranstalter.

## Medaillenspiegel
| Rang | Team        | Gold                             | Silber | Bronze |
| ---- | ----------- | -------------------------------- | ------ | ------ |
| 1.   | Österreich  | 6 (2011, 2013, 2015, 2019, 2023) | 0      | 4      |
| 2.   | Deutschland | 3 (1998, 2000, 2008)             | 5      | 2      |
| 3.   | Finnland    | 3 (1992, 1994, 1996)             | 0      | 3      |
| 4.   | Frankreich  | 2 (2004, 2006)                   | 4      | 2      |
| 5.   | Schweden    | 1 (2017)                         | 5      | 2      |
| 6.   | Russland    | 1 (2002)                         | 1      | 0      |
| 7.   | Dänemark    | 0                                | 1      | 2      |
| 8.   | Italien     | 0                                | 0      | 1      |